# Fogg
Fogg é uma bebida alcoólica, do tipo licor, artesanalmente produzida em Gramado, Rio Grande do Sul.
Licor fino, tem como sabor tradicional o chocolate cremoso. É uma das mais antigas marcas nacionais, tendo sua produção e comércio se iniciado em 1930. O processo é rigidamente controlado e é seguida a mesma receita há mais de 90 anos.